# Qutb ad-Dīn an-Nahrawālī
Qutb ad-Dīn Muhammad ibn Ahmad al-Makkī an-Nahrawālī (arabisch قطب الدين محمد بن أحمد المكي النهروالي, DMG Quṭb ad-Dīn Muḥammad ibn Aḥmad al-Makkī an-Nahrawālī, geb. 1511/1512 in Lahore; gest. 20. Mai 1582 in Mekka) war ein mekkanischer Gelehrter und Historiograph indischer Herkunft, der aufgrund seiner guten Türkisch-Kenntnisse und vielfältigen Bekanntschaften mit osmanischen Beamten eine wichtige Rolle in den Beziehungen zwischen den Scherifen von Mekka und der Hohen Pforte spielte. Im Jahre 1557/58 reiste er als Abgesandter des Scherifen Hasan ibn Abī Numaiy nach Istanbul, um bei Sultan Süleyman I. um die Ersetzung eines osmanischen Beamten in Medina nachzusuchen. Zwar scheiterte die Mission, doch führten die in Istanbul geknüpften Kontakte dazu, dass er fortan von osmanischer Seite finanziell unterstützt und mit lukrativen Ämtern betraut wurde. So wurden ihm das Amt des Muftis der Hanafiten in Mekka und der hanafitische Lehrstuhl in den vom Sultan neu gegründeten Madāris Sulaimānīya übertragen. Qutb ad-Dīn erwies sich seinen neuen Dienstherrn gegenüber dankbar, indem er zwei arabische Geschichtswerke – eines über Mekka und eines über die osmanische Eroberung des Jemen – verfasste, in denen er die zu seiner Zeit herrschenden osmanischen Sultane für ihre Großtaten rühmte und die osmanische Herrschaft über die arabischen Länder lobte.

## Abstammung
Qutb ad-Dīn gehörte einer indisch-arabischen Gelehrtenfamilie an, die ursprünglich aus Aden im Jemen stammte. Ein Vorfahre namens Muhammad ibn Ismāʿīl al-ʿAdanī war im 13. Jahrhundert von dort nach Nahrawāla, dem heutigen Patan in Gujarat, ausgewandert. Qutb ad-Dīns Urgroßvater Qādī Chān Mahmūd ad-Dihlawī war dafür bekannt, dass er im Jahre 823 der Hidschra (= 1420 n. Chr.) ein Persisches Wörterbuch verfasst hatte, das die einzelnen Wörter auf Arabisch und in einer indischen Sprache erklärte. Qutb ad-Dīns Vater Scheich ʿAlā' ad-Dīn Ahmad (1466–1542), ein angesehener hanafitischer Rechts- und Hadith-Gelehrter, fungierte eine Zeitlang als Mufti des Sultanats von Gujarat. Er hatte schon Ende des 15. Jahrhunderts ein Jahr in Mekka verbracht und war dann nach Gujarat zurückgekehrt. Qutb ad-Dīns Mutter hieß Chasrān und war Tochter des schafiitischen Gelehrten Schams ad-Dīn Muhammad ibn ʿAmr al-Ansārī.

## Leben

### Kindheit und Jugend
Qutb ad-Dīn wurde im Jahre 917 der Hidschra (= 1511/12 n. Chr.) in Lahore geboren. Als sein Vater ʿAlā' ad-Dīn Ahmad nach Mekka reiste, um dort die Position als Lehrer an der von Ahmad Schāh von Gujarat (reg. 1410–1442) gegründeten Kanbā'īya-Madrasa zu übernehmen, nahm er seinen Sohn Qutb ad-Dīn mit. Wann der Umzug erfolgte, ist nicht bekannt, doch muss es vor dem Jahr 1524 gewesen sein, denn Qutb ad-Dīn berichtet, dass er im Dhū l-Hiddscha des Jahres 930 (= Oktober 1524) zusammen mit seinem Vater in der ʿArafāt-Ebene eine große Überschwemmung erlebte, die durch nach einer langen Dürreperiode einsetzende schwere Regenfälle eintrat. Seine erste Erziehung erhielt Qutb ad-Dīn bei seinem Vater, bei dem er unter anderem die Mekka-Chronik von al-Azraqī las, sowie bei mehreren anderen Gelehrten, die teils in Mekka ansässig waren und teils sich nur vorübergehend dort aufhielten. Unter diesen waren der bejahrte mekkanische Prediger Ahmad Muhibb ad-Dīn Abū l-Qāsim an-Nuwairī und der jemenitische Geschichtsschreiber Wadschīh ad-Dīn ʿAbd ar-Rahmān Ibn ad-Daibaʿ (gest. 1537). Der Naqschbandī-Scheich ʿAlā' ad-Dīn al-Kirmānī (gest. 1532/33) führte Qutb ad-Dīn in die Sufik ein.

### Reise nach Ägypten und nach Istanbul
Im Jahre 943 (1536/37) reiste Qutb ad-Dīn zur weiteren Ausbildung nach Ägypten. Gleich bei seiner Ankunft wurde er bei dem damaligen Beglerbeg Hüsrev Pascha Divāne eingeführt und durfte in seinem Gefolge den prächtigen, von Sultan Selim I. erbauten Kiosk besteigen, um den großartigen Anblick einer Nilüberschwemmung zu genießen. Er hörte besonders bei Lehrern, die Schüler des 1505 verstorbenen as-Suyūtī waren, und traf auch mit dem letzten abbasidischen Schattenkalifen al-Mutawakkil III. (gest. 1543) zusammen.
Noch im selben Jahr begleitete er Āsaf Chān, den Wesir des Sultans von Gujarat Bahādur Schāh (reg. 1526–37) bei einer Reise nach Istanbul, die darauf abzielte, osmanische Unterstützung für Gujarat zu erlangen, das damals von portugiesischer Seite angegriffen wurde. In Istanbul suchte er den Wesir Iyās Pascha auf, der mit seinem Vater in Bekanntschaft und Briefwechsel stand, und dieser sorgte dafür, dass er dem Sultan Süleyman I. (reg. 1520–66) vorgestellt und zum Handkuss zugelassen wurde. Er erhielt ein Ehrenkleid zum Geschenk und erfreute sich seitdem hoher Protektion. Wahrscheinlich schloss er bei dieser Gelegenheit auch die Bekanntschaft mit Badr ad-Dīn Muhammad ibn Muhammad al-Qusūnī, dem Leibarzt des Sultans, mit dem er danach einen gelehrten Briefwechsel unterhielt.

### Karriere in Mekka
Nach Mekka zurückgekehrt, erhielt Qutb ad-Dīn eine Anstellung als Lehrer an der von Sultan Kait-Bay gegründeten Aschrafīya-Madrasa. Er versah an dieser Schule gleichzeitig die Stelle eines Bibliothekars und erwarb sich das Verdienst, die Bibliothek dieser Schule wiederherzurichten, indem er dafür sorgte, dass die 300 Bücher der Bibliothek erhalten, fehlende Bücher ergänzt und Einbände wiederhergestellt wurden. Auch forderte er Bücher, die der Bibliothek gehört hatten, zurück, wenn er sie irgendwo fand. Als im Jahre 949 (= 1542/43) der in Ungnade gefallene Wesir Lutfi Pascha zur Wallfahrt nach Mekka kam, kümmerte sich Qutb ad-Dīn nicht nur um ihn, sondern übersetzte auch den türkischen Kommentar, den der Wesir zum Fiqh akbar von Abū Hanīfa abgefasst hatte, zuerst ins Arabische und dann ins Persische, wofür sich Lutfi Pascha sehr erkenntlich bewies.
Da Qutb ad-Dīn große Fertigkeit in der Abfassung (inšāʾ) von arabischen Prosatexten besaß, setzten ihn die Scherifen von Mekka gerne in ihren Geschäftsbeziehungen mit den Osmanen ein. Seine Sprachfertigkeit im Türkischen half ihm dabei, Bekanntschaft mit osmanischen Beamten zu schließen, die in der Region stationiert waren, und er wurde der am meisten begehrte Fremdenführer für osmanische Haddsch-Pilger in Mekka. Ihre großzügigen Vergütungen seiner Dienste erlaubten ihm, erlesene arabische Bücher zu kaufen, so dass eine in seiner Zeit einzigartige Sammlung entstand. Die Gunst, die Qutb ad-Dīn bei der osmanischen politischen Elite genoss, brachte ihm auch eine Einsetzung als Mufti von Mekka ein.

### Die Kaaba-Fatwa und der Brand seines Hauses
Als im Jahre 959 (= 1552 n. Chr.) das Holzdach der Kaaba einstürzte, nahm Qutb ad-Dīn, wie er in seiner Mekka-Chronik berichtet, an den Beratungen der führenden Beamten über die Reparatur des Gebäudes teil. Was Qutb ad-Dīn in seiner Mekka-Chronik nicht erwähnt, ist die Tatsache, dass er bei dieser Gelegenheit in einen Gelehrtenstreit verwickelt war. Er hatte nämlich in einer Fatwa die Reparatur des Gebäudes erlaubt, während andere Gelehrte dagegen protestiert und davor gewarnt hatten, das heilige Gebäude anzutasten. In der Nacht nach dieser Auseinandersetzung brannte sein Haus mit allen Gegenständen und Büchern, die sich darin befanden, ab. In einem Notizbuch, das Hamad Dschāsir zitiert, datiert Qutb ad-Dīn das Ereignis auf den 19. Rabīʿ I 959 (= 15. März 1552) und berichtet, dass der Brand stattfand, als er gerade mit einigen Freunden am Mādschin-Teich im unteren Teil von Mekka spazierenging. Er wisse zwar nicht, wie es zu dem Brand gekommen sei, doch habe er sich von der Halle (qāʿa) her, in der sich seine Sachen und Bücher befanden, verbreitet. Insgesamt seien bei dem Brand 1500 Bücher, die er zum Teil von seinem Vater geerbt hatte, verloren gegangen. Seine Frauen und Kinder, die sich zu der Zeit des Brandes auf dem Dach befanden, konnten sich nur dadurch retten, dass sie auf das Dach des Nachbarhauses kletterten. Zu den Büchern, die bei dem Brand vernichtet wurden, gehörten auch zwei unvollendete Werke von ihm selbst, nämlich eines über die Geschichte (ṭabaqāt) der Hanafiten und ein Hadith-Werk, das die Sechs Bücher der Sunna zusammenfasste (al-Ǧāmiʿ li-kutub as-sunna as-sitta).
Wie der ägyptische Gelehrte al-Dschazīrī (gest. 1570) berichtet, behauptete man zu jener Zeit, dass der Grund für den Brand des Hauses die Fatwa über die Zulässigkeit notwendiger Abbrucharbeiten an der Kaaba gewesen sei. Dem Bericht al-Dschazīrīs zufolge legte man diesbezüglich Qutb ad-Dīn auch Dinge in den Mund, die er niemals gesagt hatte. R. Blackburn vermutet, dass das Feuer absichtlich gelegt wurde und auch der Neid der einheimischen Gelehrten auf den Erfolg des zugewanderten Gelehrten dabei eine Rolle gespielt haben könnte.
Nachdem die Reparatur der Kaaba abgeschlossen war, wurde Qutb ad-Dīn beauftragt, den Text für eine darüber Auskunft gebende Bauinschrift zu erstellen. Diesen Text, den er seiner Mekka-Chronik wiedergibt, schloss er mit einem Satz ab, der nach Art eines Chronogramms die Baumaßnahme auf das Jahr 960 der Hidschra datierte.

### Zweite Istanbul-Reise
Am 5. Muharram 965 (= 28. Oktober 1557) brach Qutb ad-Dīn im Auftrag des Scherifen Hasan ibn Abī Numaiy zu einer zweiten Reise nach Istanbul auf. Ziel der Reise war es, bei der Hohen Pforte um die Ersetzung eines osmanischen Beamten namens Delü Pīrī nachzusuchen, der das Kommando über die in Medina stationierte osmanische Garnison führte und dort mit seiner Respektlosigkeit gegenüber den Scherifen deren politische Autorität herausforderte. Qutb ad-Dīn verfasste über seine Reise einen sehr detaillierten Bericht, den er in sein Notizbuch al-Fawāʾid al-sanīya fī r-riḥla al-Madanīya wa-r-Rūmīya (siehe unten) aufnahm, so dass wir über die einzelnen Stationen gut informiert sind. Die Reise, bei der er sechs Kamele und zwei Maulesel mit sich führte und von seiner Dienerschaft begleitet wurde, führte ihn über Medina, Syrien und Anatolien nach Istanbul. In Damaskus, wo er am 15. Safar (7. Dezember) eintraf und den Winter verbrachte, wohnte er im al-Qarāmānī-Viertel unterhalb der Zitadelle und traf mit zahlreichen Gelehrten zusammen, darunter auch Badr ad-Dīn al-Ghazzī, dem Vater von Nadschm ad-Dīn al-Ghazzī (gest. 1651). Allerdings nahm er keinen guten Eindruck von Damaszenern mit. Wie er in seinem Tagebuch vermerkt, empfand er sie als grob, ungehobelt und verschlossen gegenüber Fremden, so dass er sich auch mit keinem von ihnen enger befreundete.
Am 12. Rabīʿ II (1. Februar 1558) reiste Qutb ad-Dīn über Homs und Hamah nach Aleppo weiter, wo er unter anderem mit dem Lokalhistoriker Radī ad-Dīn Ibn al-Hanbalī (gest. 1563) Kontakt hatte, der ihm in seinem Personenlexikon Aleppos einen eigenen Eintrag widmete. Am 2. Dschumādā I (20. Februar) brach Qutb ad-Dīn von Aleppo auf und reiste über Adana und Akşehir nach Istanbul weiter. Auch in Anatolien hatte er einige interessante Begegnungen. So besuchte er am Anfang des Monats Dschumādā II (= Ende März) in einem Dorf nahe Kütahya den osmanischen Prinzen Bayezid, der sich damals mit seinem Vater überworfen hatte. Er verwöhnte ihn mit köstlichen Speisen und versuchte, ihn mit Versprechungen auf seine Seite zu ziehen. Wie Qutb ad-Dīn erst später bemerkte, wurde ihm in dem Dorf allerdings die Tasche mit seinem Notizbuch entwendet, weswegen er einen Sipahi zu Bayezid zurückschickte. Er ließ in dem Dorf nach der Tasche suchen. Nachdem man sie bei einer Frau gefunden hatte, ließ sie Bayezid Qutb ad-Dīn mit dem Sipahi nach Istanbul nachschicken.
Ende März 1558 traf Qutb ad-Dīn in Istanbul ein. Dort besuchte er zahlreiche Vertreter des osmanischen Hofstaats, denen er Geschenke des Scherifen überreichte. So traf er am 5. April mit dem zweiten Wesir ʿAlī Pascha zusammen. Dieser erzählte ihm viel von seinen Feldzügen, woraufhin Qutb ad-Dīn bemerkte, dass dies alles mit dem Tode der handelnden Personen in Vergessenheit geraten würde, wenn es nicht schriftlich aufgezeichnet würde, wobei er als Muster der historischen Darstellung auf das Werk des Abū Schāma über Nūr ad-Dīn Zengi und Saladin verwies. Infolgedessen soll der Wesir dem Ministerialsekretär ʿAlī Tschelebī den Auftrag erteilt haben, die Kriegsgeschichte der Türken zu schreiben, was allerdings nicht zur Ausführung kam. Weitere bedeutende Erlebnisse waren ein Treffen mit dem bekannten Schaich al-Islām Ebussuud Efendi sowie das Leichenbegängnis für Hürrem Sultān Mitte April 1558. Die am 6. Mai stattfindende Audienz beim Sultan, für den Qutb ad-Dīn ebenfalls zahlreiche Geschenke mitführte, war dagegen enttäuschend, weil der Sultan der Bitte des Scherifen, den osmanischen Beamten abzuziehen, nicht nachkam. Ein am nächsten Tag folgendes Gespräch mit dem Großwesir Rüstem Pascha, bei dem Qutb ad-Dīn einen Brief des Scherifen überreichte, in dem dieser den Abzug der scherifischen Truppen aus Medina in Aussicht stellte, brachte ebenfalls nicht den gewünschten Erfolg. Dies bedeutete, dass seine Mission gescheitert war, was Qutb ad-Dīn in seinem Tagebuch auf die Intrigen von Arabern aus dem Hedschas zurückführt, die ihn bei dem osmanischen Großwesir verleumdeten.
Anfang Juni trat Qutb ad-Dīn von Istanbul die Heimreise an, wobei er diesmal den Seeweg wählte. Die Reise führte ihn über die Insel Rhodos, die er in seinem Reisebericht ausführlich beschreibt, nach Ägypten und von dort nach Mekka, wo er am 3. Dhū l-Hiddscha 965 (= 17. September 1558) eintraf.

### In osmanischen Diensten in Mekka
Im Anschluss an seine zweite Istanbul-Reise erhielt Qutb ad-Dīn eine Professur an der Kanbaitīya-Madrasa in Mekka, an der schon sein Vater tätig gewesen war. Die Reise scheint auch insgesamt seine Loyalität von den Scherifen von Mekka weg hin zu der osmanischen Sultansfamilie gelenkt zu haben. Wie Qutb ad-Dīn in seiner Mekka-Geschichte berichtet, ließ ihm Sultan Selim II. während seiner Zeit als Thronfolger, also vor 1566, jährlich Geschenke zukommen, und setzte diesen Brauch auch nach seiner Thronbesteigung fort. Qutb ad-Dīn konnte seine osmanischen Kontakte außerdem nutzen, um seinem Bruder Muhibb ad-Dīn 1561 das Qādī-Amt in der jemenitischen Stadt Dschibla zu sichern. Der Bruder musste allerdings 1567 bei einem zaiditischen Aufstand fliehen und ließ dabei einige von Qutb ad-Dīns kostbaren Handschriften zurück.
Nachdem Qutb ad-Dīn einige Jahre an der Kanbaitīya-Madrasa unterrichtet hatte, wurde dieses Gebäude auf Befehl des Sultans Süleyman I. abgebrochen, um für einen größeren Madrasa-Komplex, der Lehrstühle für alle vier Rechtsschulen vorsah, Platz zu machen. Nach der Vollendung des Baus wurde Qutb ad-Dīn Mitte Dschumādā I 975 (= Mitte November 1567) der hanafitische Lehrstuhl übertragen, eine sehr prestigeträchtige Position, die mit einem täglichen Gehalt von 50 ʿUthmānī verbunden war. Qutb ad-Dīn ließ dort seine Studenten einen Abschnitt aus dem Kaššāf von az-Zamachscharī und aus der Hidāya von al-Marghinānī sowie einen Teil des Korankommentars von Ebussuud lesen und gab Unterricht in Medizin, Hadith und Hadith-Theorie.
Als im Jahre 1571 der osmanische Großwesir Koca Sinān Pascha (gest. 1596) nach seiner Eroberung des Jemen zum Haddsch nach Mekka kam, diente ihm Qutb ad-Dīn als Pilgerführer. Der Großwesir versorgte ihn bei dieser Gelegenheit mit detaillierten Informationen über seinen 18-monatigen Feldzug und beauftragte ihn mit der Abfassung eines Geschichtswerks darüber, das Qutb ad-Dīn im Jahre 1573 abschließen konnte. Qutb ad-Dīn baute in dieser Zeit auch eine freundschaftliche Beziehung zum osmanischen Thronfolger Murad III. auf, der ihn regelmäßig mit Geschenken bedachte. Murad III. hielt diese Gewohnheit auch nach seiner Thronbesteigung 1574 aufrecht und erhöhte sein Gehalt für die Professur an der Sulaimānīya-Schule auf 60 Akçe pro Tag. Wie Qutb ad-Dīn in seiner Mekka-Chronik berichtet, hatte sich für diese Gehaltserhöhung ein gewisser Ahmad Qādizāde Efendi eingesetzt, dessen Ergänzungen zum Hidāya-Kommentar von Ibn al-Humām (gest. 1457) Qutb ad-Dīn in seinem Unterricht zugrunde legte.
Es wird berichtet, dass Qutb ad-Dīn gerne ausgiebige Spaziergänge in den Gärten unternahm und häufig in Begleitung von anderen Gelehrten und Literaten nach at-Tā'if fuhr, wobei er dann für die ganze Gruppe finanziell aufkam. Mit der Ghazzī-Familie, die Qutb ad-Dīn in Damaskus kennengelernt hatte, blieb er lebenslang freundschaftlich verbunden. Wie Nadschm ad-Dīn al-Ghazzī berichtet, bestellte Qutb ad-Dīn im Jahre 977 (= 1569/70) seinen Vater Badr ad-Dīn al-Ghazzī ein, um ihm und seinen Söhnen eine weitgehende Idschāza zu erteilen. Qutb ad-Dīn hatte auch Kontakt zu westafrikanischen Gelehrten. So war 1580/81 eine Gruppe von Gelehrten aus Takrūr und Timbuktu bei ihm zu Gast, wobei er dem Vater von Ahmad Bābā eine Idschāza erteilte.

### Tod und Nachkommen
Al-ʿIsāmī datierte Qutb ad-Dīns Tod auf den 26. Rabīʿ II 990 (= 20. Mai 1582). Er wurde auf dem al-Muʿallā-Friedhof bestattet. Wie aus einer Notiz auf dem Titelblatt einer Abschrift seiner Mekka-Chronik hervorgeht, hinterließ Qutb ad-Dīn zwei Söhne. Der eine, Husain Efendi, heiratete die Tochter eines angesehenen Mannes in Girga in Unterägypten, trieb dort Ackerbau und fungierte bis zu seinem Tod im Jahre 1013 (= 1604/05 n. Chr.) als Stellvertreter des örtlichen Qādī. Der andere Sohn bekleidete die Stelle des Qādī in einer Stadt Jemens. Die größte Bekanntheit unter den jüngeren Verwandten Qutb ad-Dīns erlangte jedoch der von ihm erzogene Neffe ʿAbd al-Karīm ibn Muhibb ad-Dīn al-Qutbī (1554–1606), der ihm auch in der Position des hanafitischen Muftis von Mekka folgte.

## Werke

### Das Notizbuch
al-Fawāʾid as-sanīya fī r-riḥla al-Madanīya wa-r-Rūmīya (Die erhabenen Lehren über die medinische und anatolische Reise) ist ein Notizbuch Qutb ad-Dīns von 300 Blatt Länge, das mehrere Reiseberichte enthält. Am Anfang stehen die Berichte von sieben Reisen, die er zwischen 1552 und 1572/73 nach Medina unternahm, darauf folgt der Bericht über seine Missionsreise nach Istanbul von 1557/58 im Auftrag des Scherifen Hasan ibn Abī Numaiy. Das Notizbuch, das nur in einer einzigen Handschrift, die in Istanbul aufbewahrt wird, erhalten ist, enthält darüber hinaus Notizen zu vielfältigen anderen Themen, ausgewählte Gedichte von anderen Gelehrten und Qutb ad-Dīn selbst, Exzerpte aus Büchern, Maximen, koranische Aphorismen usw. Der Bericht von der Reise nach Istanbul, der insgesamt 45 Blatt einnimmt (foll. 123b bis 168b), wurde von Richard Blackburn unter dem Titlel Journey to the Sublime Porte ins Englische übersetzt. Der Bericht spiegelt die damalige Loyalität des Autors zu den Scherifen von Mekka wider, berichtet über die verschiedenen Ereignisse und Begegnungen während der Reise und reflektiert auch das Scheitern bei der Verwirklichung des Missionsziels.

### Die Mekka-Chronik
al-Iʿlām bi-aʿlām bait Allāh al-ḥarām („Die Mitteilung über die Kennzeichen des heiligen Gotteshauses“) ist eine Chronik der Kaaba und der Heiligen Moschee in Mekka, abgeschlossen am 8. Rabīʿ al-auwal 985 (26. Mai 1577), gewidmet dem osmanischen Sultan Murad III. Das Werk ist in eine Vorrede (muqaddima), zehn Kapitel und einen Schlussteil (ḫātima) gegliedert:
- In der Vorrede nennt der Verfasser die Werke, aus denen er seine Informationen für die ältere Zeit bezogen hat, nämlich die älteren mekkanischen Chroniken von al-Azraqī, al-Fākihī (9. Jhdt.), Taqī ad-Dīn al-Fāsī (gest. 1429) und Muhibb ad-Dīn Ibn Fahd (gest. 1480), und die Überliefererkette, über die er diese Werke erhalten hat.
- Kapitel 1: Mekka allgemein, die Regeln für Kauf und Miete von Häusern in der Stadt sowie für den Aufenthalt in der Nähe des Heiligtums (muǧāwara),
- Kapitel 2: der Bau der Kaaba,
- Kapitel 3: der Zustand der Heiligen Moschee in der Dschāhilīya und in der Frühzeit des Islams
- Kapitel 4: die Erweiterungen der Heiligen Moschee durch die Abbasiden,
- Kapitel 5: die beiden Erweiterungen der Heiligen Moschee nach der durch den Kalifen al-Mahdī befohlenen viereckigen Neuanlage,
- Kapitel 6: das, was die tscherkessischen Herrscher in der Heiligen Moschee erbaut haben,
- Kapitel 7: das Auftreten der osmanischen Herrscher,
- Kapitel 8: die Herrschaftszeit von Sultan Süleyman I.,
- Kapitel 9: die Herrschaftszeit von Sultan Selim II.,
- Kapitel 10: das Sultanat von Sultan Murad III.,
- Schlussteil: die gesegneten Stellen und historischen Orte in Mekka.[60]

Das Werk liefert nicht nur Informationen zu den Baumaßnahmen in Mekka selbst, sondern auch zur Geschichte der verschiedenen Dynastien, die nacheinander die Oberherrschaft über Mekka innehatten (Umaiyaden, Abbasiden, Mamluken, Osmanen). Der Verfasser geht an Stellen, „in denen sich eine erhöhtere Stimmung ausspricht“, zu Reimprosa über. An manchen Stellen hat er Verse und Gedichte in den Text eingeflochten.
Das Werk ist in zahlreichen Handschriften überliefert, wie von Carl Brockelmann ausgewertete Kataloge von Bibliotheken in Berlin, Gotha, Tübingen, Leiden, Paris, London, Cambridge, Uppsala, Istanbul, Damaskus, Kairo, Tunis, Algier zeigen. Ferdinand Wüstenfeld erstellte 1857 aufgrund der Handschriften in Gotha, Leiden und Berlin eine erste Druckedition, die in seiner Reihe Chroniken der Stadt Mekka erschien. Silvestre de Sacy liefert im vierten Band seiner Notices et extraits eine sehr ausführliche französische Zusammenfassung des Werks, die allerdings die speziell auf Mekka bezogenen Informationen meist übergeht.
Der osmanisch-türkische Dichter Bāqī übersetzte das Werk schon im 16. Jahrhundert ins Türkische. Von dieser türkischen Übersetzung liegen Handschriften in Gotha und Wien. Eine von Joseph M.E. Gottwaldt angefertigte Druckedition erschien 1869 in Kasan. Qutb ad-Dīns Brudersohn ʿAbd al-Karīm ibn Muhibb ad-Dīn al-Qutbī (1554–1606) erstellte unter dem Titel IʿIām al-ʿulamāʾ al-aʿlām bi-bināʾ al-masǧid al-ḥarām einen Auszug von dem Werk seines Onkels mit eigenen Ergänzungen.

### Die Geschichte der osmanischen Eroberung des Jemen
al-Barq al-Yamānī fī al-fatḥ al-ʿUṯmānī („Der jemenitische Blitz über die osmanische Eroberung“) ist eine in Reimprosa gehaltene Geschichte des Jemen ab dem Jahre 900 der Hidschra (= 1494 n. Chr.) bis zur osmanischen Eroberung in den Jahren 1569 bis 1571, die der Verfasser im Auftrag des osmanischen Wesirs Mehmed Pascha anfertigte und dem osmanischen Sultan Murād III. widmete. Es handelt sich um die Überarbeitung eines früheren in einfacher Prosa gehaltenen Werks, das Qutb ad-Dīn im Auftrag des osmanischen Großwesirs Koca Sinān Pascha für Sultan Selim II. abgefasst und am 1. Ramadan 981 (= 3. Mai 1573) abgeschlossen hatte. Dieses ursprüngliche Werk hatte den Titel al-Futūḥāt al-ʿUṯmānīya li l-aqṭār al-Yamanīya.
Das Werk beginnt mit einer „tönenden Qasīda“, ist in vier Kapitel gegliedert und endet mit einem Schlusswort (ḫātima):
- Kapitel 1 behandelt die Herrscher des Jemen vom Anfang des 10. Jahrhunderts der Hidschra bis zur ersten osmanischen Eroberung.
- Kapitel 2 behandelt die erste osmanische Eroberung des Jemen durch den Wesir Süleymān Pascha (1538) und ist in 37 Abschnitte gegliedert.
- Kapitel 3, das den eigentlichen Hauptteil des Werks darstellt, behandelt die Rückkehr der zaiditischen Herrscher sowie die zweite osmanische Eroberung des Jemen durch den Wesir Koca Sinān Pascha und ist in 60 Abschnitte gegliedert. Der 60. Abschnitt beschreibt die Übergabe des Jemen durch den Wesir an den Beglerbegi Bahrām Pascha und seine eigene Rückreise von dort in die osmanischen Kernlande mit Zwischenaufenthalten in Mekka und Medina, bei denen er Haddsch und Ziyāra zum Prophetengrab vollzieht und den beiden heiligen Stätten Wohltaten erweist.
- Kapitel 4 behandelt die Gouverneure des Jemen nach der osmanischen Eroberung und ist so gestaltet, dass es von späteren Geschichtsschreibern fortgesetzt werden kann.
- Das Schlusswort mit 5 Abschnitten behandelt die Weiterreise Sinān Paschas nach Ägypten und zur Hohen Pforte, seine daran anschließende Eroberung von Tunis, seinen Dschihad gegen die Christen, die Einnahme von La Goulette und seine siegreiche Rückkehr nach Istanbul.[70]

Bei der Beschreibung der zweiten osmanischen Eroberung des Jemen stützt sich der Autor im Wesentlichen auf das türkische Versepos über dieses Ereignis von Mustafā Rumūzī Beg, das ihm Sinān Pascha beschafft hatte. Qutb ad-Dīn äußert sich in diesem Werk zum Teil sehr negativ über die Araber.
Handschriften des Werks finden sich unter anderem in Bibliotheken in Berlin, Gotha, Wien, Paris, London, Istanbul und Tunis. Eine von Hamad al-Dschāsir angefertigte Druckedition erschien 1967 in Riad. Schon um 1579 fertigte Chosrevzāde Mustafā Efendi (gest. 1591) eine türkische Übersetzung an. Silvestre de Sacy liefert im vierten Band seiner Notices et extraits eine sehr ausführliche französische Zusammenfassung des Werks. Clive Smith hat das dritte Kapitel des Werks nach der Edition von Hamad Dschāsir unter dem Titel Lightning over Yemen: a history of the Ottoman Campaign (1569–1571) ins Englische übersetzt.

### Andere Werke
Unter dem Titel Kanz al-asmāʾ fī fann al-muʿammā verfasste Qutb ad-Dīn eine undatierte Sammlung von Worträtseln. Sie ist in Handschriften in Berlin, Kairo, Istanbul und im Escorial erhalten.
Des Weiteren hat Qutb ad-Dīn eine mit eigenen Zusätzen versehene Version des biographischen Lexikons Dustūr al-iʿlām von Ibn ʿAzm (gest. 1486) hergestellt. Qutb ad-Dīn hatte noch die Absicht, die Geschichte der Osmanen in einem eigenen Werk zu beschreiben, doch ist dieser Plan offensichtlich nicht zur Ausführung gekommen.
Außerdem hat Qutb ad-Dīn zahlreiche Qasīden gedichtet, darunter einige zum Lob des osmanischen Staates sowie eine zum Lob des Scherifen Hasan ibn Abī Numaiy. Nadschm ad-Dīn al-Ghazzī lobt seine Dichtung für ihre extreme Feinheit (ġāyat ar-riqqa). Sowohl er als auch andere Autoren biographischer Lexika liefern in ihren Einträgen zu Qutb ad-Dīn lange Proben seiner Dichtung.